# Poulet au citron
Le poulet au citron est une recette de cuisine mondialisée de poulet aromatisé - à divers niveaux de la préparation - avec du citron acide (Citrus limon L.) cru ou confit. Son origine remonte à la cuisine arabo-andalouse. 
Les cuisines francophones en font des interprétations multiples, il est cité dans la cuisine provençale et niçoise. Le poulet au citron vert (Citrus aurantifolia, la lime) est une recette récente de la cuisine des Antilles et de Floride connue sous le nom de poulet antillais. Le poulet au citron tahitien est aigre-doux.

## Histoire

### Moyen âge
Le citron acide est attesté en cuisine andalouse quelques siècles après sa domestication au moyen âge pour son jus et pour le parfum de son zeste: L'Anonyme andalou (XIIe siècle) donne une recette de Kāfūriyyah de poulet (Plat à base de camphre, الكافورية (alkafuria) au camphre - recette no 43 JML) aux amandes pilées acidulée « du jus de deux ou trois citrons, en fonction du degré d’acidité souhaité [ ] On ne doit pas presser les citrons pendant la cuisson, sinon, elle gagnera en amertume, mais seulement près l’avoir retiré du feu ». Elle est suivie d'un Maġmūm (cuisson à l'étouffée - recette no 44 JML) de poule, oie ou pigeonneaux domestiques dans lesquels «on introduit dans l’animal deux ou trois citrons entaillés tout autour ». Catherine Guillaumond (2017) traduit le même texte (recette no 71) par : « introduire dans le ventre deux ou trois citrons en saumure » et mentionne 2 sources arabes médiévales dont l'andalou Tugibî  (XIIIe siècle). Il semble exister une continuité andalouse de poulet au citron : Melquiadès-Brizuela donne à Cadix (1906) un Petit Poulet au citron (Pollito al limon) modernisé avec jambon et tomate et zeste et jus de citrons.
La notoriété de ce poulet au citron touche tout le monde arabe médiéval. Des laymiiniya de poulet figurent dans le Al-wusla ila'l-Habeed fi Wasf al-Tayyibat wa'l-Teeb (recueil encyclopédique publié en Egypte au XIIIe siècle). En Italie, limonia - limonia di polli - est une recette de volaille d'origine arabe dont la sauce qui doit être jaune est acidulée de jus de citron, de vin blanc et d'un peu de vinaigre.

### Cuisine classique
Dans la cuisine classique le jus de citron est un acidulant, Honoré Blanc (1814) mentionne un poulet sauté au jus de citron, les filets de citron sont une garniture de poulet à l'estragon (1836). En 1884, La Presse rapporte explicitement le poulet au citron dans un diner pour 4 personnes, en 1892 il est au menu des Fêtes de Trois-Rivières en entrée. En 1901, Seddik Ben el Outa le mentionne dans le 3e service d'un repas. La liaison des jus de poulet au jaune d'œuf et au jus de citron est restée dans le chaud-froid et l'usage du jus de citron dans les condiments des rôtis à la sortie du four, Escoffier termine son poulet au fines herbes de beurre et de jus de citron.
En 1908, French household cooking donne la recette en anglais du Poulet au Citron (Chicken with Lemon Sauce) cuit à l'eau, le bouillon est lié à l'œuf et au jus de citron, la même recette est traduite en français en 1922 dans Le livre de cuisine de l'Ouest-Eclair. En 1919, Édouard Nignon avait donné sous le nom de poulet au citron une recette très proche faite d'une poularde revenue avec petits oignons et champignons cuite à l'étouffé terminée avec jus de citron et glace de volaille. Dans le cuisine actuelle la même recette figure dans la cuisine minceur.
La fréquence de l'expression "poulet au citron" devient significative dans la littérature numérisée depuis la décennie 1980. La version chinoise du poulet au citron apparait en 1969 dans La fine cuisine chinoise (avec juste un peu de jus de citron dans la sauce), et c'est Simone de Beauvoir qui mentionne un poulet au citron [confit] mangé avec les doigts à Fès en 1960.

## Les poulets aux citrons
Cette sélection non exhaustive donne une idée de la diversité des poulets au citron. 

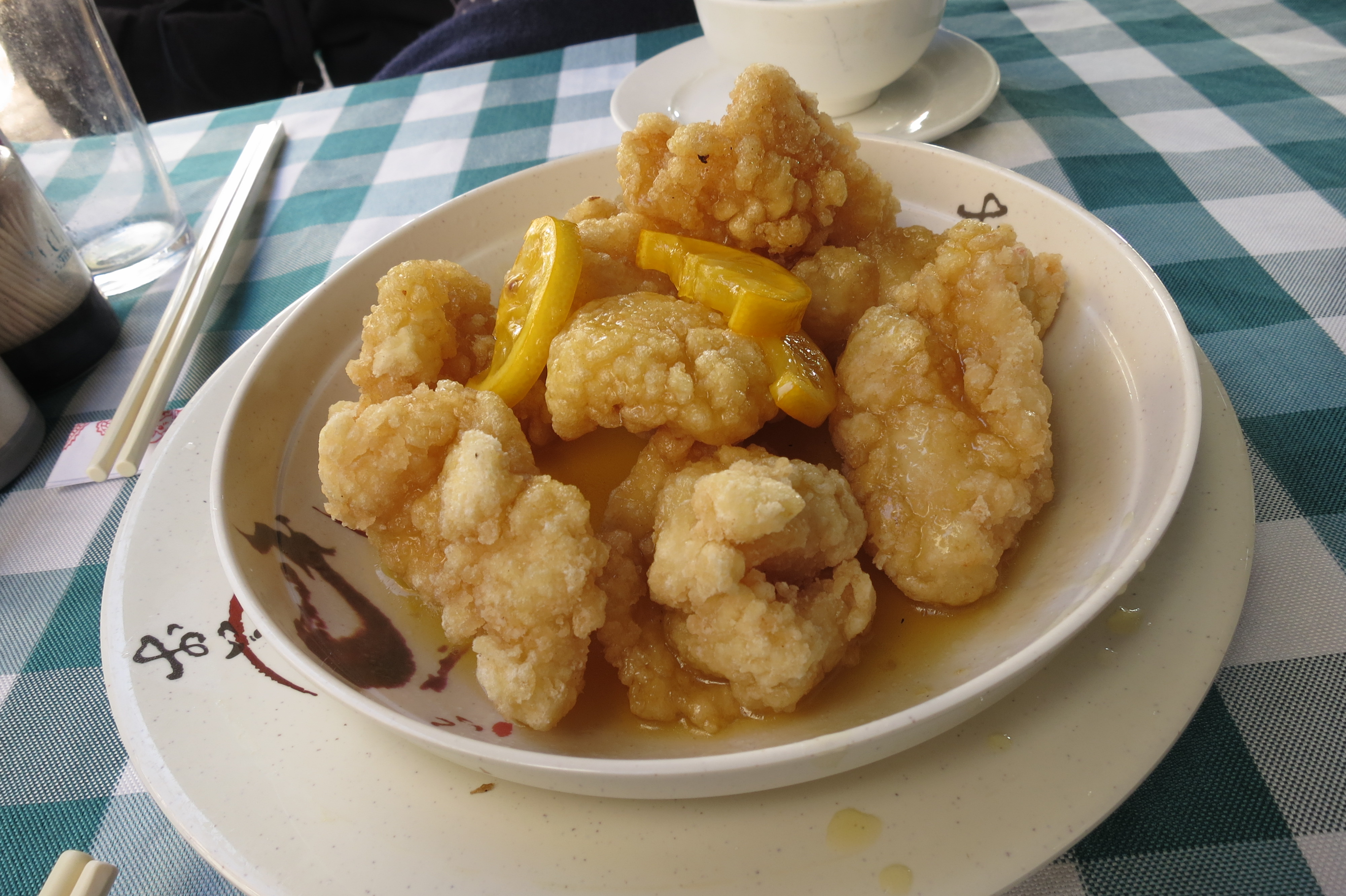
Poulet frit à la sauce aigre-douce au citron (Chine)

### Poulet sauce citron
- Suivant la recette classique, le poulet est cuit - à la cocote ou au four[22] - et la sauce servie sur le poulet. La sauce typique est le jus de cuisson lié au beurre et au jus de citron[23].
- La piccata di pollo (poulet Piccata) est un filet de poulet poêlé au beurre servi avec une sauce au vin blanc, au citron, au persil et aux câpres[24].
- Le pollo rostizado con salsa de limón espagnol, rôti au four a une sauce à base de jus et de zeste de citron râpé[25].

### Poulet à la sauce douce-acide au citron
- 西檸雞 (Xī níng jī) ou poulet frit au citron en chinois, poulet moelleux au citron ou poitrine de poulet au citron est un plat cantonais à base de poulet frit dont on termine la cuisson avec du jus de citron[26], du sucre et du sel (cette préparation est largement diffusée hors de Chine)[27].
- La recette vietnamienne Gà giòn sốt chanh tươi : poulet croustillant sauce citron frais se fait avec du poulet frit croquant[28].
- ʻO ka moa ʻāpalapala est la version hawaïenne cuite avec citron, miel, ail et herbes[29].

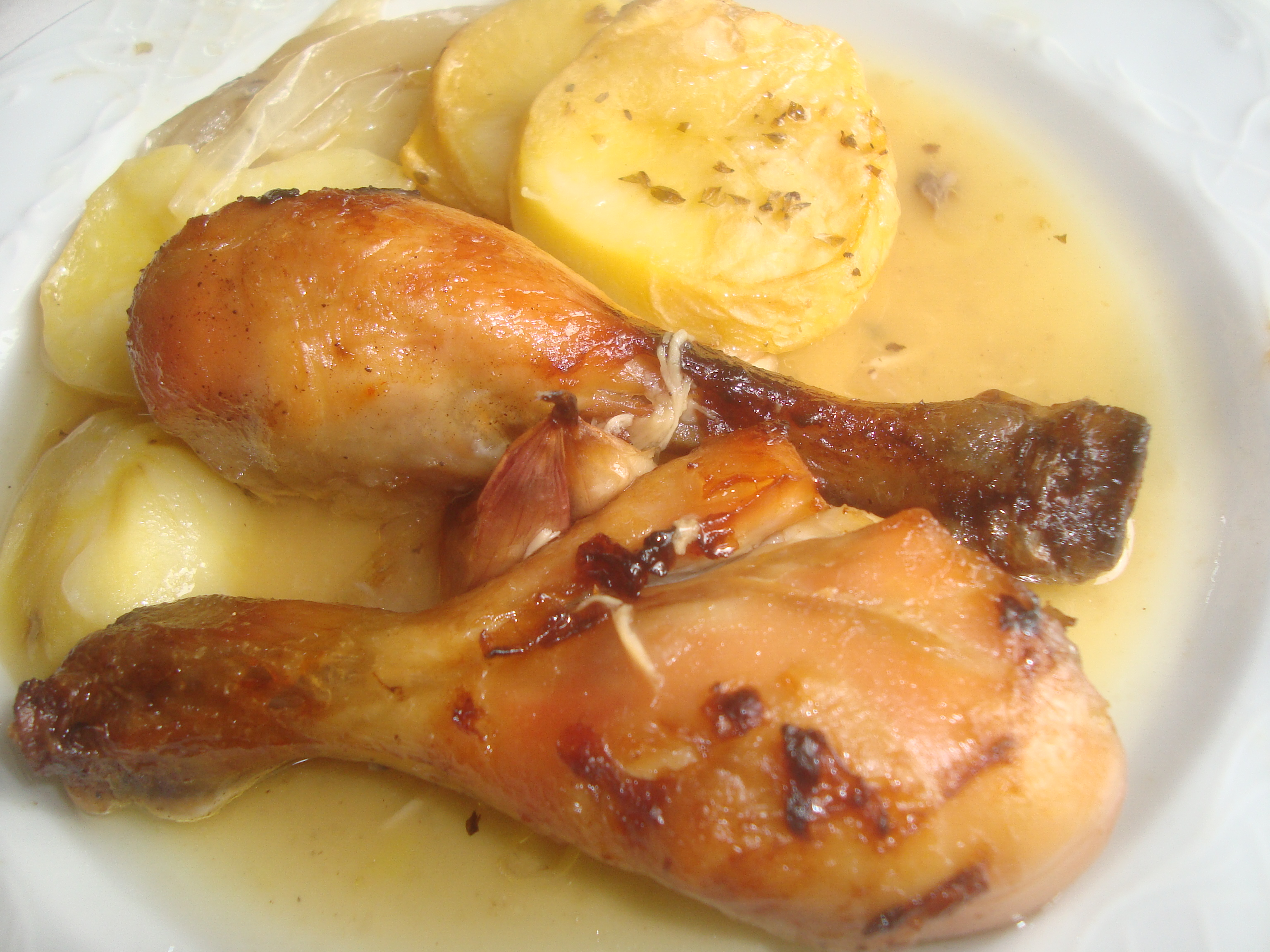
Cuisses de poulet mijotées au citron (Espagne)

### Poulet cuit avec du jus de citron
- Le Pollo al limone italien se cuit dans une poêle avec huile d'olive, jus de citron, sel, poivre, et selon certaines sources le zeste du citron râpé en fin de cuisson[30] et vin blanc[31]. Le κοτόπουλο λεμονάτο (kotópoulo lemonáto) est poêlé avec des morceaux de citron puis se déglace au vin blanc avec finition persil et câpres[32]. Le pollo al romero con limón y piñones espagnol est cuit au four avec romarin, jus de citron et morceaux de citron[33]. Selon les recettes le poulet peut être mariné dans le jus de citron ou frotté avec le citron[34]

### Poulet rôti au citron
- Le poulet - qui peut être arrosé de jus de citron - est mis a rôtir après que l'intérieur ait été rempli de citrons coupé en deux[35] ou des déchets de pressage des citrons[36]. Une variante consiste à glisser des rondelles de citron entre la peau et la chair du poulet avant de le rôtir[37].Poulet Yassa et sauce oignon-citron

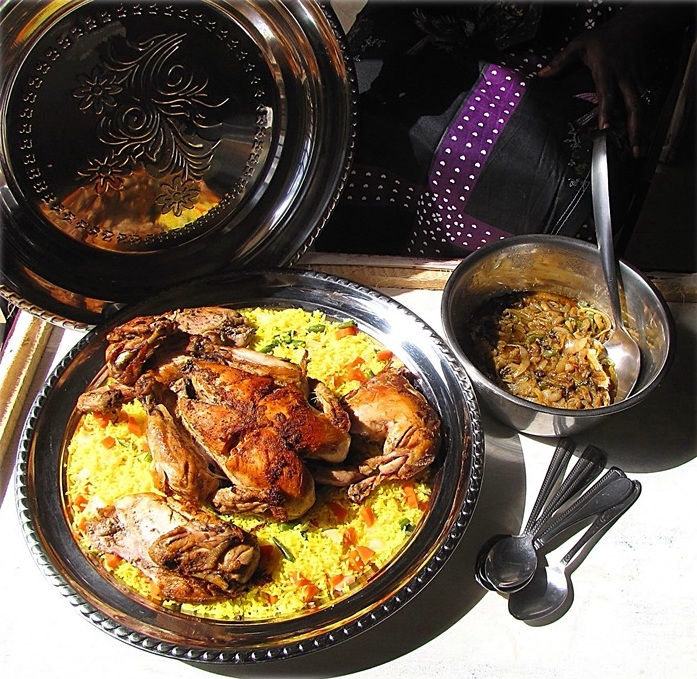
Poulet Yassa et sauce oignon-citron

- Le poulet rôti au citron est souvent servi avec une garniture de persil et de tranches ou rondelles de citron[38].
- Ces préparations de poulet rôti au citron peuvent être précédées d'une marinade citronnée dans laquelle le poulet reste quelques heures avant la mise au four[39].
- Au Canada, le poulet est grillé au barbecue mariné puis cuit avec citrons, ail et origan[40].

### Poulet au zeste de citron
- La terrine de poulet au citron (servir froid) se fait de porc, de poulet, de persil et de zeste de citron jaune[41].
- Le chef Régis Marcon cuit son poulet coloré à basse température et le termine dans une croute au citron (poudre d’amandes, beurre, zestes de citron haché, thym, romarin). Il le sert avec le jus de cuisson relevé au limoncello[42].

### Poulet au citron confit
- A ceci près que le citron confit marocain est souvent une limette confite (ou citron Beldi), le tajine de poulet au citron et aux olives se fait au citron confit au sel[43], le poulet mqualli est le même type de composition mais cuit dans une marmite à fond épais[44].
- Le Royal Mansour à Marrakech l'aromatise de persil, de coriandre, de gingembre en poudre, de curcuma et de safran[45].

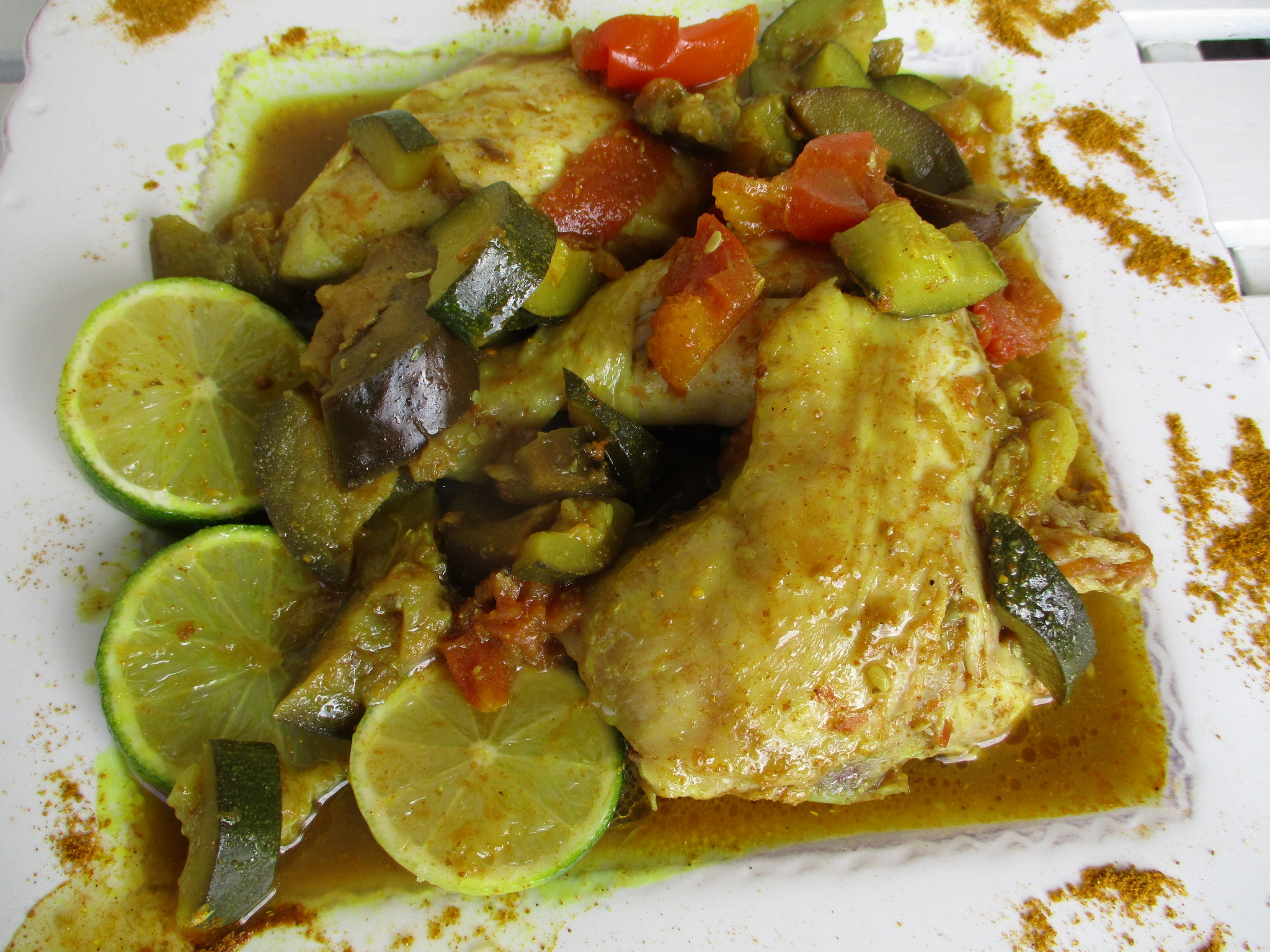
Colombo de poulet

### Poulet au citron vert (lime)
Les limes acides (Citrus latifolia et Citrus aurantiifolia) ne sont pas des citrons (Citrus lemon) au sens propre, en français citron est aussi utilisé comme nom générique des agrumes acides: lime = citron vert, C. junos = citron yuzu, C. medica = citron bergamote, etc.
- Le poulet est mariné une nuit dans des citrons verts coupés en morceaux avant d'être cuit à la cocotte, au four avec ou sans les fruits de la marinade[46]. Dans la cuisine créole il est servi avec bananes, plantains, ananas[47].
- Le yassa de Casamance est un poulet grillé au citron vert (ou jaune) et aux oignons servi avec du riz blanc[48], il peut être grillé seul et servi ensuite avec une sauce oignon-citron[49] .
- Le colombo de poulet est un curry acidulé au citron vert.
- Le poulet fafa polynésien (à l'épinard polynésien) est acidulé au jus de citron vert[50].

### Poulet au yuzu
- Le yuzu est un agrume acide bien différent du citron. Il est utilisé en cuisine japonaise, le jus du fruit vert ou jaune est mélangé à la sauce soja pour obtenir la sauce ponzu. Cette sauce accompagne le poulet grillé[51] ou le poulet frit[52]. Le yuzukoshō condiment à base de piment et de yuzu vert est servi comme épice avec le poulet.

## Anthologie
- Édouard Nignon (1865-1934), Précis de cuisine familiale à l'usage des jeunes filles des écoles supérieures et cours complémentaires.  Impr. de l'Ouest-Eclair. Rennes. 1935[53].

« Poulet au citron. Détaillez un poulet en dix morceaux que vous salerez et poivrerez et ferez blondir avec 2 gousses d’ail entières, 12 petits oignons, 12 petites têtes de champignons frais. Sur le tout bien doré, versez un demi-verre de vin blanc, autant de bon bouillon, placez un bouquet garni. Couvrez hermétiquement, cuisez à feu modéré pendant un quart d’heure ou une heure. Dressez le poulet sur un plat, entouré de sa garniture. Ajoutez au fond le jus d’un citron. Faites bien chauffer et versez sur le poulet. Parsemez celui-ci de persil haché fin. »